# Pain, amour, ainsi soit-il
Série Pain, Amour etc.
Pain, Amour et Jalousie
(1954) Pain, Amour et Andalousie
(1958)
Pour plus de détails, voir Fiche technique et Distribution.
Pain, amour, ainsi soit-il (Pane, amore e...) est un  film italien de Dino Risi, sorti en 1955. 
Troisième épisode de la série Pain, Amour, etc., après Pain, Amour et Fantaisie et Pain, Amour et Jalousie de Luigi Comencini.

## Synopsis
Antonio Carotenuto, maréchal des carabiniers, prend sa retraite au pays natal, à Sorrente, accompagné de sa gouvernante-cerbère Caramella. Il y sera un notable, chef de la garde municipale. Il est accueilli par son frère, le prêtre, qui le fait héberger chez une dévote patricienne (Flora / Violante en V.O.) qui n'a jamais approché un homme d'aussi près. Mais Antonio n'a d'yeux que pour la trop belle Sofia, truculente marchande de poissons bien décidée à ne pas lui rendre la maison avec vue sur la mer qu'il lui louait depuis des années.

## Fiche technique
- Titre du film : Pain, amour, ainsi soit-il
- Titre original : Pane, amore e...
- Réalisation : Dino Risi
- Scénario : Ettore Maria Margadonna, Marcello Girosi, Dino Risi et Vincenzo Talarico (en)
- Photographie : Giuseppe Rotunno
- Montage : Mario Serandrei
- Musique : Alessandro Cicognini ; comprend la chanson Mambo Italiano composée par Bob Merrill
- Création des décors : Gastone Medin
- Décorateur de plateau : Ferdinando Ruffo
- Création des costumes : Fabrizio Carafa
- Producteur : Marcello Girosi
- Production : Titanus
- Pays d'origine :  Italie
- Durée : 106 minutes
- Genre : Comédie
- Format : Couleur (Eastmancolor) - Son : Mono
- Dates de sortie : 
  - Italie : 22 décembre 1955
  - France : 14 mars 1956

## Distribution

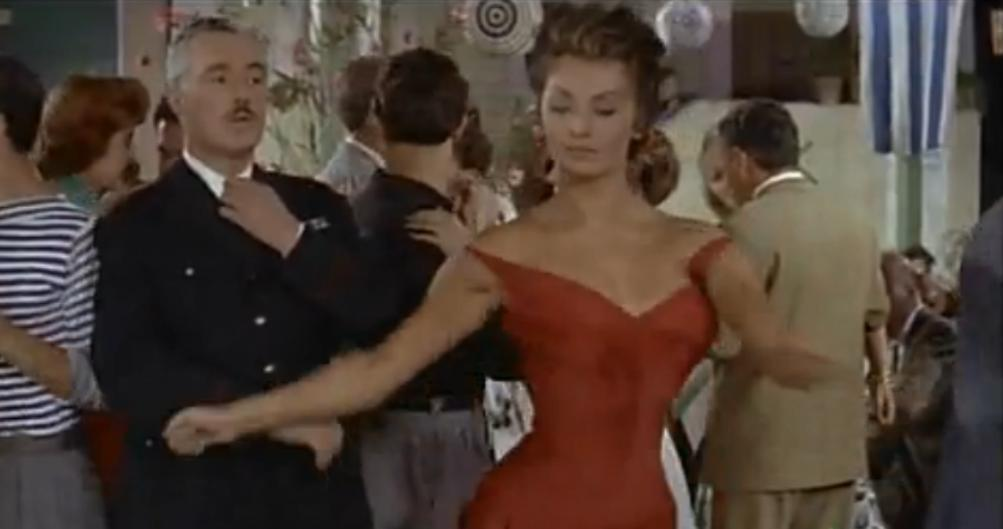
Vittorio De Sica et Sophia Loren dansant sur Mambo italiano.

- Vittorio De Sica : Maréchal Antonio Carotenuto
- Sophia Loren : Sofia Cocozza, dite « la smargiassa »
- Lea Padovani : donna Violante Ruotolo
- Antonio Cifariello : Nicola Pascazio, dit « Nicolino »
- Tina Pica : Caramella
- Mario Carotenuto : Don Matteo Carotenuto
- Yoka Berretty : Erika
- Virgilio Riento : Don Emidio, le curé
- Clara Crispo : donna Carmela
- Pasquale Misiano : don Peppino
- Antonio La Raina : maire de Sorrente
- Nino Imparato : policier de la ville
- Gaetano Autiero : Titino
- Fausto Guerzoni : villageois
- Attilio Torelli : villageois
- Vittorio Pucci : médecin
- Raffaele D'Aponte : passant

## Distinctions

### Récompenses
- 1956 : Honorable Mention du meilleur film humoristique de la Berlinale pour Marcello Girosi[1]
- 1956 : Prix David di Donatello du meilleur acteur principal pour Vittorio De Sica[2]
- 1956 : Prix David di Donatello du meilleur producteur pour Goffredo Lombardo, conjointement avec Angelo Rizzoli, pour Les Grandes Manœuvres de René Clair et Niccolò Theodoli, pour Cette folle jeunesse (Racconti romani) de Gianni Franciolini[2]